# Dímelo Flow
Dímelo Flow, pseudonimo di Jorge Valdés Vázquez (Distretto di Panama, 11 settembre 1989), è un musicista e produttore discografico panamense naturalizzato statunitense.

## Biografia
Dímelo Flow ha iniziato la sua carriera come DJ all'età di 15 anni. Quando aveva 20 anni, si trasferì in Florida da Panama lavorando per una stazione radio finché non iniziò a lavorare in modo continuativo come DJ per i club di Tampa, in Florida. Mentre era a Tampa, Dímelo Flow incontrò Justin Quiles, un affermato cantautore reggaeton all'epoca non molto conosciuto. Subito dopo essersi conosciuti, i due iniziarono a lavorare insieme e Dímelo Flow cominciò a produrre le sue canzoni. Justin lo presentò anche ad altri artisti dell'industria musicale latina che lo portarono ad ottenere un contratto con RichMusic.